# Ільяс Граві
Ільяс Граві (араб. الياس الهراوي; 4 вересня 1926 — 7 липня 2006) — ліванський політик та адвокат, президент Лівану (1989—1998).

## Життєпис
Народився в Хауч-Аль-Умаре, поблизу міста Захла, в заможній родині землевласників маронітів у долині Бекаа 4 вересня 1926 року. Його батьками були Халіль Граві та Хелена Харб. Здобув освіту в галузі комерції в Інституті Сагессе 1947 року. Згодом вступив до Університету Святого Йосипа в Бейруті на правовий факультет, але не закінчив його.
Займався сільським господарством. Будучи успішним у тій царині, почав експортувати овочі, працюючи з великими швейцарськими компаніями. Він також очолював кооператив Бекаа з виробництва цукрового буряку. Але його бізнес було знищено в результаті громадянської війни, що відбувалася в країні від 1975 до 1990 року, тоді він перейшов на імпорт нафти.

## Політична кар'єра
Будучи членом політично активної родини, слідом за своїми братами Жоржем і Жозефом 1972 року його обрали до лав Національної асамблеї Лівану. Від 1980 до 1982 року перебував на посаді міністра громадських робіт при кабінеті прем'єр-міністра Шафіка Ваззана за президентства Ільяса Саркіса. Його діяльність на тій посаді була пов'язана з будівництвом мостів і доріг.
Був членом незалежного маронітського католицького блоку в Національній асамблеї. Той блок складався з 9 реформаторів, маронітів-католиків, які виступали за очищення християнських ополченців і підтримку гарних стосунків з мусульманами та Сирією.

## Президент Лівану
24 листопада 1989 року був обраний президентом Лівану в Парк Готелі в місті Чтаура 47 з 53 членів парламенту за 2 дні після вбивства президента Лівану Рене Муавада. Будучи президентом, вніс поправки до Конституції Лівану, які оформили результати таіфської угоди, що надала мусульманському населенню більш широкі права та вплив, ніж це було раніше.
Позаяк палац Баабда, президентська резиденція, було зруйновано під час бомбардувань у жовтні 1990 року сирійською армією, яка прагнула вибити звідти генерала Мішеля Ауна, Граві оселився в бейрутських апартаментах майбутнього прем'єр-міністра Лівану Рафіка Харірі. 13 жовтня 1990 року за підтримки сирійської армії змусив генерала Ауна здатися, після чого приступив до відновлення Лівану від наслідків громадянської війни. 22 травня 1991 року підписав договір про дружбу та співробітництво з Сирією, за яким Ліван зобов'язувався не надавати свою територію для чиїхось дій, ворожих сирійським інтересам.
1992 року призначив на посаду прем'єр-міністра Лівана Рафіка Харірі. Граві брав участь у нарадах кабінету міністрів, щоб контролювати виконавчу владу країни.
У ліванському суспільстві дають різні оцінки часів його президентства. Одні відзначають його активну боротьбу проти збройних ополченців та завершення громадянської війни, що роздирала країну на частини протягом 15 років, і примирення основних політичних сил Лівану. Його прихильники вбачали в ньому прагматичного політика, що ставив національні інтереси вище за релігійні розбіжності та прагнув налагодити мирне співіснування релігійних громад. Однак його спроба узаконити цивільні шлюби викликала різку протидію з боку релігійних авторитетів. Дехто звинувачував його в тому, що він сприяв роззброєнню всіх християнських і більшості мусульманських ополчень, що не торкнулося Хезболли та шиїтської політичної партії. Також його критики відзначали, що він був дуже прихильним до сирійських інтересів, і що підписаний ним договір про дружбу і співробітництво з Сирією перетворював Ліван на якусь подобу сирійської колонії. Крім того, його засуджували за поправки до Конституції Лівану 13 жовтня 1995 року, що дозволили йому продовжити термін своїх повноважень ще на 3 роки. Колишній президент Амін Жмайєль висловився тоді, що такі дії підривають конституційні засади ліванської нації.
Подав у відставку з посади президента Лівану 23 листопада 1998 року.
Граві помер через злоякісну пухлину у шпиталі Американського університету в Бейруті 7 липня 2006 року.